# Christian Haeutle

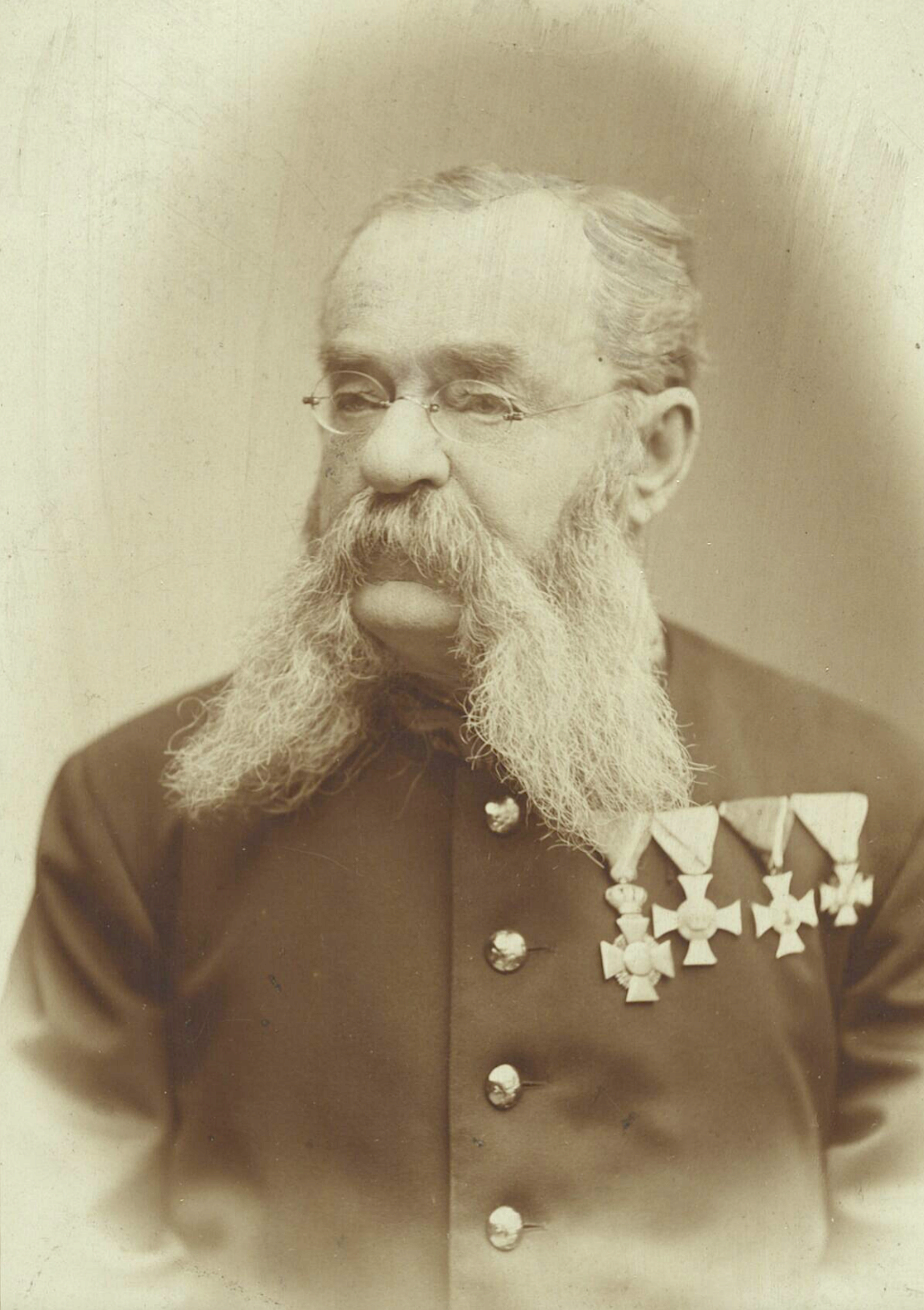
Reichsarchivrat Christian Haeutle um 1890

Christian Haeutle (* 26. Mai 1826 in Affing; † 22. August 1893 in München) war ein deutscher Archivar und Historiker.

## Leben
Christian Haeutle wurde 1826 im schwäbischen Affing als zehntes Kind des Patrimonialrichters und Ökonomieverwalters Willibald Haeutle geboren. 1836, als Christian zehn Jahre alt ist, stirbt der Vater an Cholera und hinterlässt seine Frau mit inzwischen zwölf Kindern. Christian hatte in der Volksschule eine hohe Begabung gezeigt und fand im Fürsten Göttingen-Wallerstein einen Förderer, der sich dafür einsetzte, dass Christian 1836 in das Seminar des Gymnasiums zu Neuburg aufgenommen wurde. Ab dem 19. Oktober 1842 führte Haeutle ein Tagebuch, das erhalten ist, so dass viele Details aus seinem Leben tagesgenau bekannt sind. Wegen gemeinschaftlich begangener Verletzung der Anstaltsordnung musste Haeutle 1843 das Gymnasium zu Neuburg verlassen. Ein reuiges Geständnis wirkte strafmildernd und ermöglichte den Wechsel auf das Wilhelmsgymnasium in München. 1844 begann er ein Jura-Studium an der Ludwigs-Maximilians-Universität in München. 1849 bestand er das theoretische Examen für Juristen mit der Note 1 und trat noch im Oktober desselben Jahrs beim Landgericht in der Münchner Vorstadt Au als Rechtspraktikant eine Stelle an, an der er sich, wie die Zeugnisse beweisen, die vollste Zufriedenheit der Vorgesetzten erwarb. Haeutle trug sich mit der Absicht, die akademische Laufbahn einzuschlagen. 
Eine entscheidende Wendung nahm der weitere Lebensverlauf, wie in einem Tagebucheintrag vermerkt, durch ein Gespräch mit dem Archivar Mechel am 7. Februar 1850. Dieser riet ihm, in den Archivdienst einzutreten. Haeutle war so stark interessiert, dass er sich bereits am 12. Februar ein Gesuch um Aufnahme in den Archivdienst stellte und am 15. Februar ein persönliches Gespräch mit dem damaligen Direktor, Professor Dr. Rudhart hatte. Schon am 10. März vereidigte Direktor Rudhart Haeutle. Um sich beruflich abzusichern, schloss Haeutle die juristische Prüfung 1851 ab, widmete sich aber weiterhin der Beamtenlaufbahn im Reichsarchiv. 1857 promovierte er zum Dr. jur. in Erlangen. 1872 wurde er in das Reichsarchiv Bamberg versetzt, worüber er selbst nicht besonders glücklich war. Gleichwohl war er dort sehr erfolgreich in der Aufarbeitung der dortigen Bestände. 1860 wurde er Reichsarchivassessor, und 1877 bewarb er sich um eine frei gewordene Stelle im Allgemeinen Reichsarchivin München. Innenminister Sigmund von Pfeufer teilte Haeutle bei einem Besuch in Bamberg mit, dass er zum Reichsarchivrat befördert werde und die Stelle in München erhalte. Als Beamter in der Archivzentrale hatte Haeutle die Aufgabe, Praktikanten in den Beruf einzuführen, was er gerne machte. Aber er arbeitete auch an verschiedenen Veröffentlichungen sowie an seinem Hauptwerk "Genealogie des erlauchten Stammes Wittelsbach". Viele Ansätze und Vorträge folgten.
Einen großen Teil seiner Zeit außerhalb des Berufs widmete Haeutle dem Historischen Verein von Oberbayern. Bereits 1853 war Haeutle dem Historischen Verein beigetreten, nahm dort viele Ämter ein und führte den Verein 1889–1891 sogar als Vorsitzender. Das Verzeichnis der Schriften und Aufsätze allein beim Historischen Verein von Oberbayern zählt 46 Aufsätze und 28 Vorträge.
Im Privatleben heiratete Haeutle am 31. Mai 1852 Hildegard Marold, die Tochter des Hof-Lampenfabrikanten Marold. Mit ihr hat er vier Kinder und feierte, wie im Tagebuch erwähnt, am 31. Mai 1877 Silberhochzeit. Leider ist seine Frau etwas kränklich und stirbt 1892 im November fast ein Jahr vor Haeutle, der im August 1893 im Alter von 67 Jahren in München stirbt.

## Grabstätte

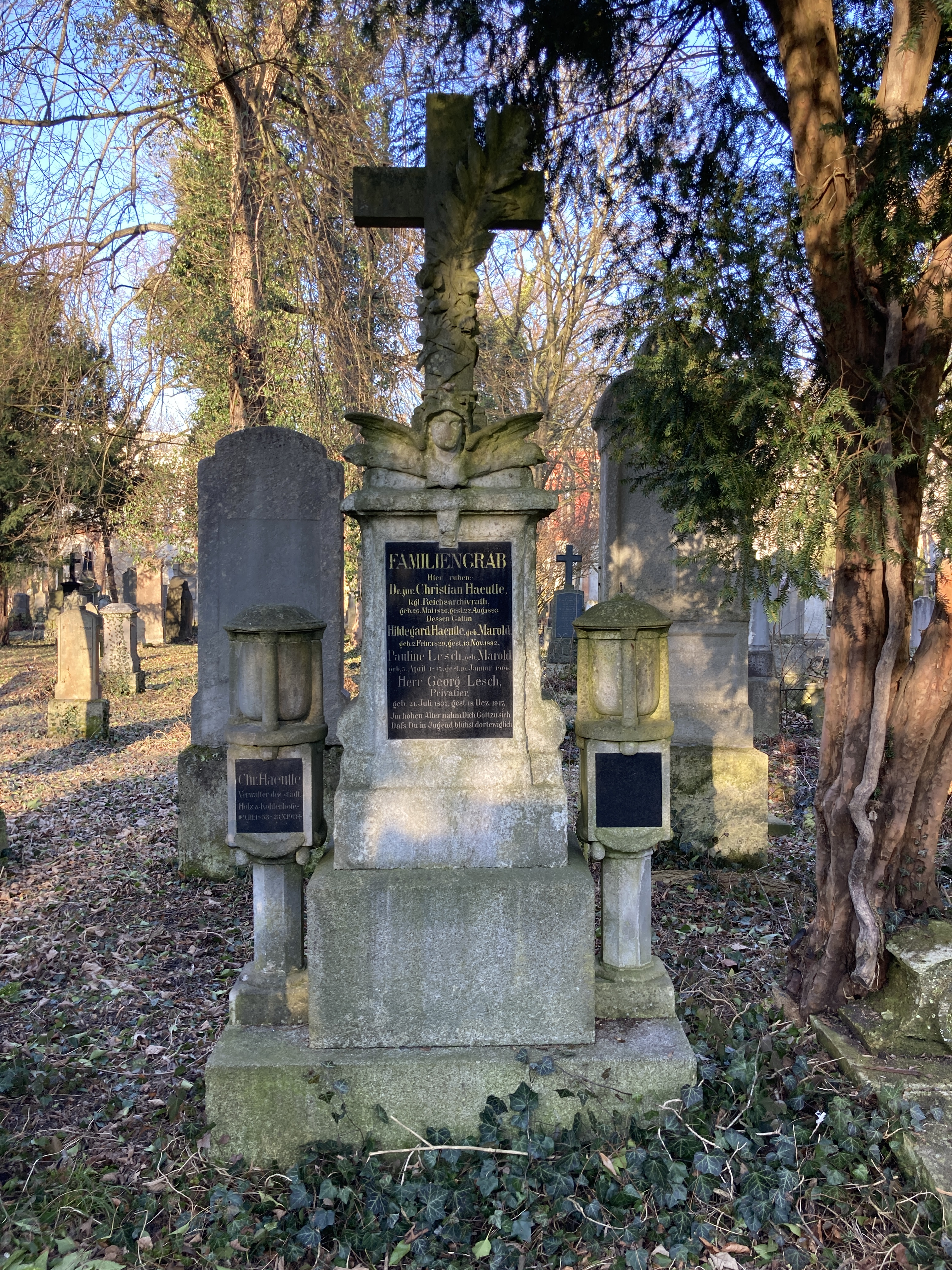
Grab von Christian Haeutle auf dem Alten Südlichen Friedhof in München

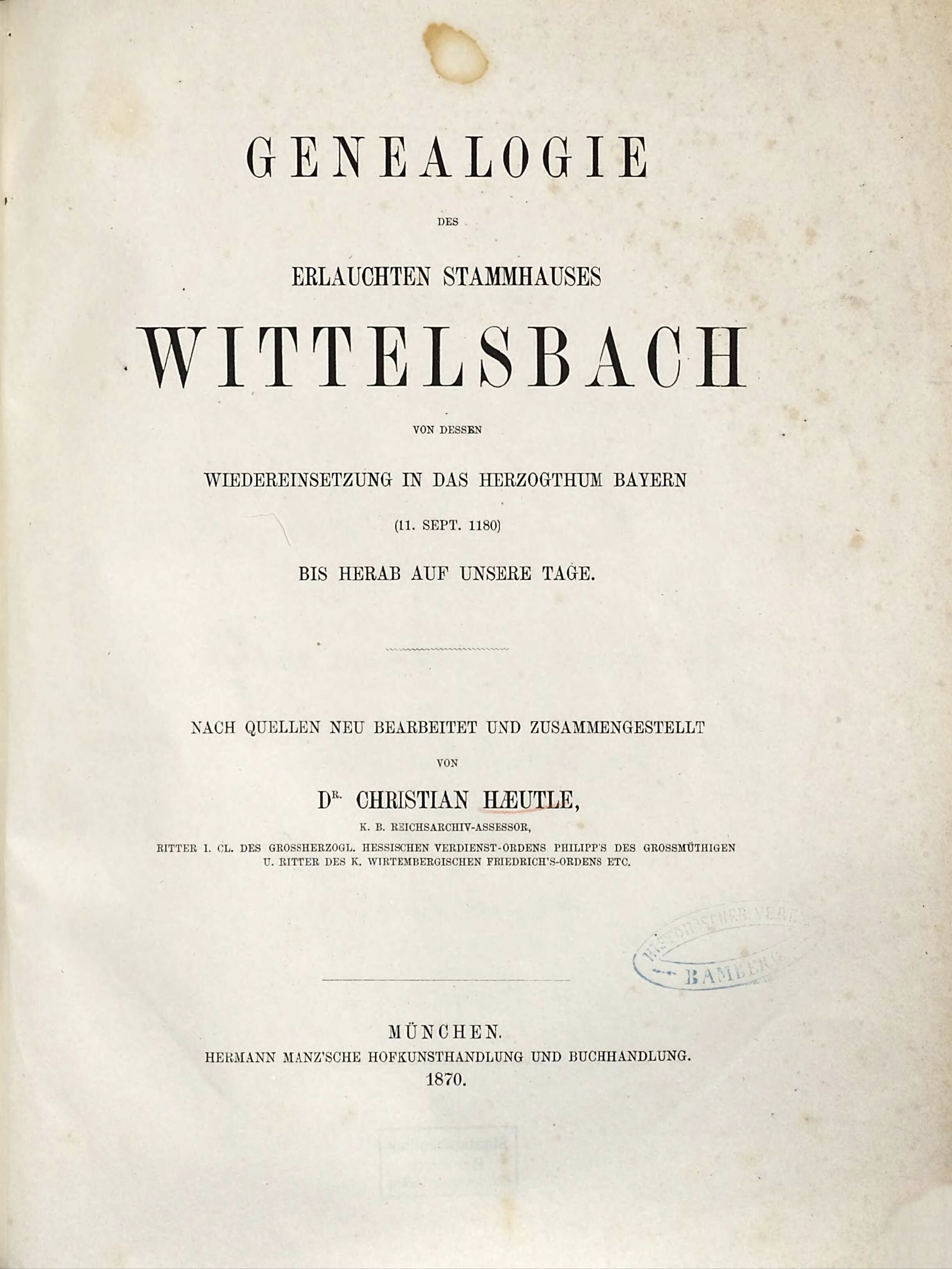
Titelseite von: Genealogie des erlauchten Stammhauses Wittelsbach

Die Grabstätte von Christian Haeutle befindet sich auf dem Alten Südlichen Friedhof in München (Gräberfeld 37 – Reihe 1 – Platz 20) Standort.
In dem Grab liegen auch Haeutles Ehefrau Hildegard (geb. Marold; * 2. Februar 1829 – † 13. November 1892) und deren Sohn Christian (* 9. März 1853 – † 23. Oktober 1913)

## Schriften (Auswahl)
- Mehrere Werke über die Geschichte des Hauses Wittelsbach. Das Bedeutendste darunter: „Genealogie des erlauchten Stammhauses Wittelsbach“ und zu 700 Jahre Wittelsbacher: "Die Wittelsbacher als Herzöge, Kurfürsten und Könige von Bayern"[5]
- Geschichte der Residenz in München von ihren frühesten Zeiten bis herab zum Jahre 1777[6]
- Untersuchung zum Todestag Herzog Ludwig I. der Kehlheimer
- Altbayrische Städterechte in Neuburg, Dingolfing, Landau an der Isar, Burghausen, Neuötting, Neuburg an der Donau, Vilshofen, Wasserburg, Weilheim, Schongau
- Zur Reise von Papst Pius VI: Der Papst in München
- "Die Bamberger Domheiligtümer und das hl. Kaisergrab"
- Im Rahmen seiner Romreise 1612–1613 mit Fürstbischof Johann Gottfried von Aschhausen eine Abhandlung: "Die deutschen Bäcker zu Rom im Jahre 1612"